# Leonardo Fibonacci
Leonardo Bonacci detto il Fibonacci (Pisa, settembre 1170 circa – Pisa, 1242 circa) è stato un matematico italiano.
È considerato uno dei più grandi matematici di tutti i tempi. Con altri dell'epoca contribuì alla rinascita delle scienze esatte dopo la decadenza dell'età tardo-antica e dell'Alto Medioevo. Con lui, in Europa, ci fu l'unione fra i procedimenti della geometria greca euclidea (gli Elementi) e gli strumenti matematici di calcolo elaborati dalla scienza islamica. In particolare egli studiò per la parte algebrica il Liber embadorum (Libro delle "misure dei corpi") dello studioso ebreo spagnolo  Abrāhām ben Ḥiyā, o Abrāhām ben ʿEzrā, noto nel mondo cristiano latino come Abraham Iudaeus o "Savasorda", tradotto da Platone Tiburtino, che con Abrāhām ben ʿEzrā aveva collaborato.

## Biografia
I dati della sua biografia sono scarsi e confusi, e desumibili in gran parte da notizie contenute nelle sue opere, oltre che da due documenti d'archivio. In particolare non sono note né la data di nascita, né quella di morte, collocabili nei decenni 1170-1240.
Assieme al padre Guglielmo dei Bonacci, facoltoso mercante pisano e rappresentante dei mercanti della Repubblica di Pisa (nell'epistola di dedica a Michele Scoto si legge che il padre era publicus scriba pro pisanis mercatoribus) nella zona di Bugia in Algeria, passò alcuni anni in quella città, dove studiò i procedimenti aritmetici che studiosi musulmani stavano diffondendo nelle varie parti del mondo islamico. Qui ebbe anche precoci contatti con il mondo dei mercanti e apprese tecniche matematiche sconosciute in Occidente. Alcuni di tali procedimenti erano stati introdotti per la prima volta dagli indiani, portatori di una cultura diversa, e talora più avanzata, rispetto a quella occidentale. Proprio per perfezionare queste conoscenze Fibonacci viaggiò molto in Egitto, Siria, Sicilia, Grecia arrivando a Costantinopoli, alternando presumibilmente il commercio con gli studi matematici. Molto dovette ai trattati di Muḥammad ibn Mūsā al-Khwārizmī, di Abu Kamil Shujāʿ ibn Aslam e di altri maestri, persiani e arabi, senza però essere mero diffusore della loro opera. Ritornato in Italia, la sua notorietà giunse anche alla corte dell'imperatore Federico II. Il matematico e l'imperatore si incontreranno a Pisa, presumibilmente nell'estate del 1226.
La Repubblica di Pisa gli assegnò un vitalizio che gli permise di dedicarsi completamente ai suoi studi:
«Considerando l’onore e il profitto della nostra città e dei cittadini, che derivano loro dalla dottrina e dai diligenti servigi del discreto e sapiente maestro Leonardo Bigollo nelle stime e ragioni d’abaco necessarie alla città e ai suoi funzionari, e in altre cose quando occorre, deliberiamo col presente atto che allo stesso Leonardo, per la sua dedizione e scienza e in ricompensa del lavoro che sostiene per studiare e determinare le stime e le ragioni sopraddette, vengano assegnate dal comune e dal tesoro pubblico venti lire a titolo di mercede o salario annuo, oltre ai consueti benefici, e che inoltre lo stesso [Leonardo] serva come al solito il comune pisano e i suoi funzionari nelle pratiche d’abaco» (trad. di E. Giusti, Leonardo Fibonacci e la rinascita della matematica in Occidente).
Nel documento si legge che Fibonacci era detto “Bigollo” (“Discretus et sapiens magister Leonardo Bigollo”), epiteto che in passato si riteneva essere offensivo, ma che in realtà potrebbe significare “bilingue”, oppure “viaggiatore”. Come osserva Pier Daniele Napolitani: «La delibera si trova nel Constitutum pisanum legis et usus, conservato all’Archivio di Stato di Pisa ed è inserita nel volume del 1233 tra le aggiunte datate 1242; le date sono in stile pisano e corrispondono alle nostre 1233 e 1241. Il documento non è datato e quindi può essere relativo a uno qualsiasi degli anni compresi tra questi due. Il 1241 è quindi il limite temporale estremo oltre il quale non si hanno più notizie di Leonardo.». Il fatto che il Comune lo incaricasse della tenuta dei bilanci e dell'assistenza ai suoi funzionari nel corso degli anni Trenta spinge a formulare l'ipotesi che la sua nascita debba essere collocata più avanti del 1170 tradizionalmente accettato. A lui Pisa ha intitolato il lungarno che va dal Ponte della Vittoria al Ponte della Fortezza.

## Opere
Fibonacci è noto soprattutto per la sequenza di numeri da lui individuata e conosciuta, appunto, come "successione di Fibonacci" - 1, 1, 2, 3, 5, 8, 13, 21, 34, 55, 89 ... - in cui ogni termine, a parte i primi due, è la somma dei due che lo precedono. Sembra che questa sequenza sia presente in diverse forme naturali (per esempio, negli sviluppi delle spirali delle conchiglie).
Una particolarità della sequenza o successione di Fibonacci è che il rapporto fra le coppie di termini successivi tende molto rapidamente al valore aureo, o sezione aurea, (circa 1,61803...)
A Leonardo Fibonacci si devono:

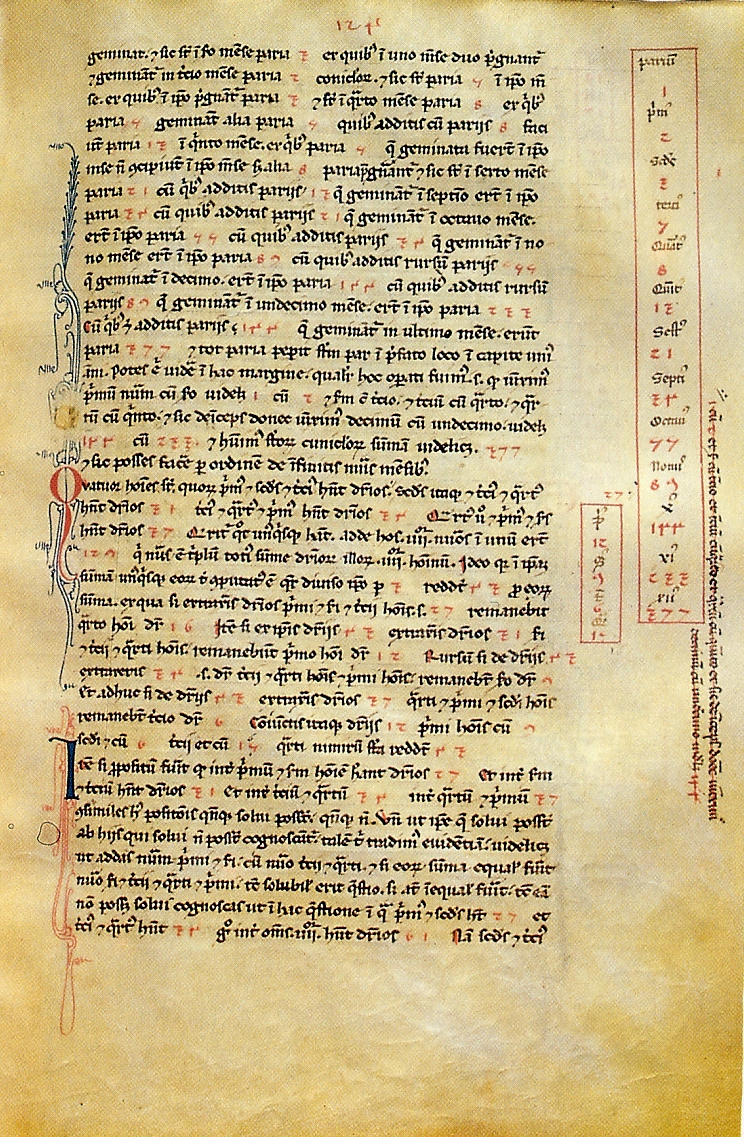
Un foglio del manoscritto su pergamena del Liber abbaci conservato nella Biblioteca Nazionale Centrale di Firenze (Codice magliabechiano Conv. Soppr. C 1, 2616, fol. 124r), contenente nel riquadro a destra le prime tredici cifre, in numeri arabi, della cosiddetta "successione di Fibonacci".

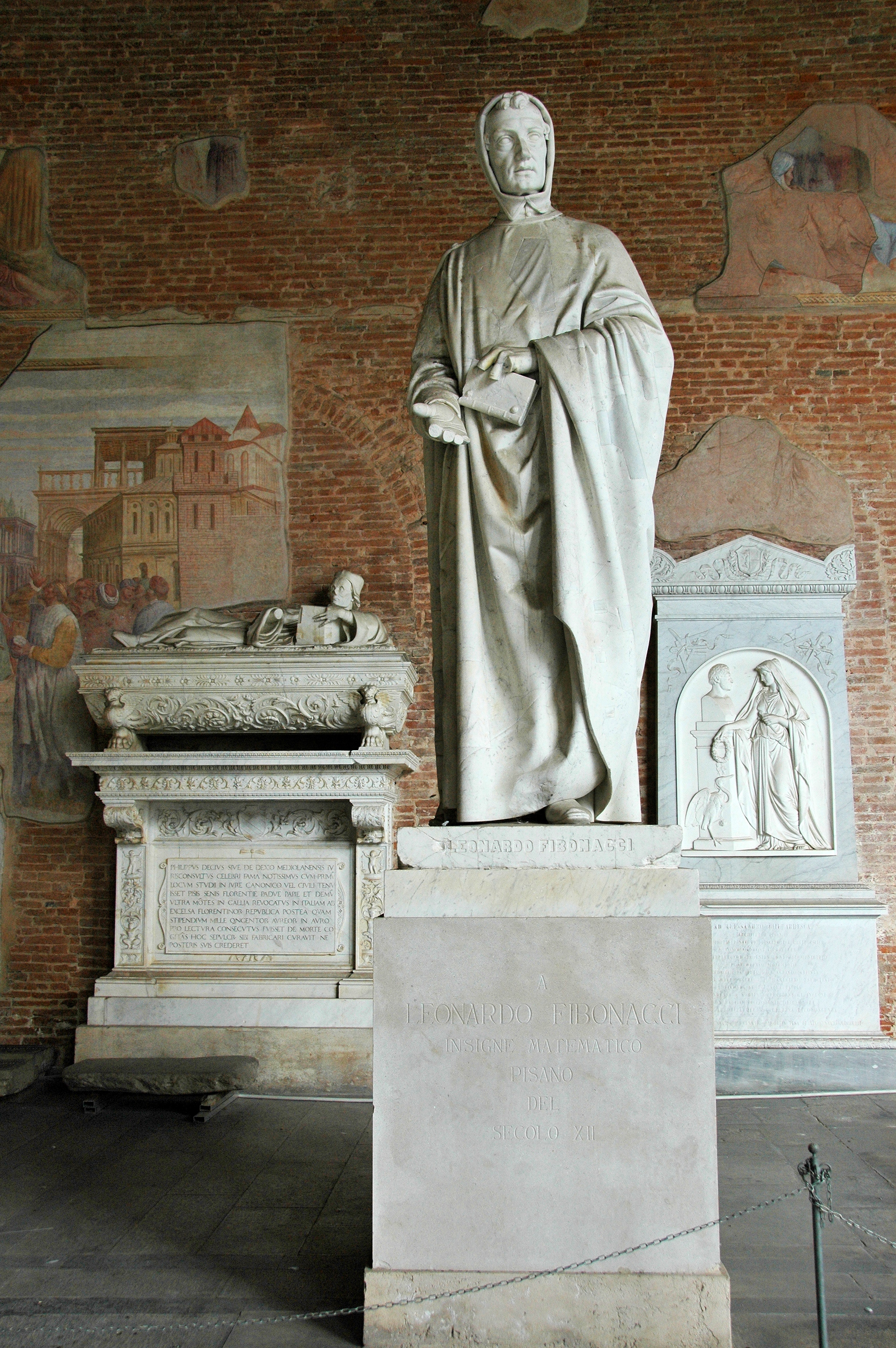
Statua di Fibonacci nel Camposanto di Pisa.

1. il Liber abbaci, di argomento aritmetico e dedicato a Michele Scoto;
2. la Practica geometriae, con l'applicazione dell'algebra alla soluzione di problemi geometrici;
3. il Liber quadratorum, di argomento algebrico e dedicato a Federico II;
4. l'Epistola ad magistrum Theodorum, di breve estensione;
5. il Flos Leonardi Bigolli Pisani super solutionibus quarundam questionibus ad numerum et ad geometriam, vel ad utrumque pertinentium, dedicato a Raniero Capocci di Viterbo, cardinale diacono.

Pare, inoltre, che egli abbia composto anche due trattati andati perduti, uno dei quali potrebbe aver avuto il titolo di Liber minoris guise, o più semplicemente De minore guisa, mentre l'altro doveva essere un commento al libro X degli Elementi di Euclide.
Le sue opere potrebbero aver ispirato il disegno architettonico della porta di Capua ovvero quello del federiciano Castel del Monte.
Inoltre i suoi studi furono così importanti che tutt'oggi esiste una pubblicazione periodica dedicata interamente alla sequenza aritmetica da lui elaborata, il Fibonacci Quarterly. Al matematico è stato anche dedicato l'asteroide 6765 Fibonacci.

## L'introduzione dei numeri indo-arabi in Europa
Nel 1202 e poi successivamente nel 1228 Leonardo Fibonacci pubblicò il Liber abbaci, opera in quindici capitoli con la quale introdusse le nove cifre da lui definite "indiane", e il segno 0 (gli altri popoli non utilizzavano questo simbolo perché non ne sentivano il bisogno) che in latino è chiamato zephirus, adattamento dell'arabo sifr, ripreso a sua volta dal termine sanscrito śūnya, che significa "vuoto". Zephirus in veneziano divenne zevero ed infine comparve l'italiano "zero". Per mostrare ad oculum l'utilità del nuovo sistema numerico, egli pose sotto gli occhi del lettore una tabella comparativa di numeri scritti nei due sistemi romano e indiano. Fibonacci espose così per la prima volta in Europa la numerazione posizionale indiana, così come l'aveva appresa dai matematici persiani e arabi (tale numerazione era stata infatti adottata dagli Arabi).
Nel libro presentò inoltre criteri di divisibilità, regole di calcolo di radicali quadratici e cubici ed altro. Introdusse con poco successo anche la barretta delle frazioni, nota al mondo islamico prima di lui. Nel Liber abbaci sono anche compresi i quesiti matematici che gli furono posti dagli intellettuali del tempo, con la loro soluzione (uno dei capitoli trattava aritmetica commerciale, ragioneria, problemi di cambi, ecc.).
All'epoca il mondo occidentale usava i numeri romani e il sistema di numerazione greco, i calcoli si eseguivano con l'abaco. Il nuovo sistema introdotto da Fibonacci stentò molto ad essere accettato, tanto che nel 1280 la città di Firenze proibì l'uso delle cifre indo-arabe da parte dei banchieri, alcuni dei quali pare falsificassero lo zero a loro vantaggio, modificandolo in 6, 8 o 9. Da allora infatti lo zero, invece che a "cerchio" fu rappresentato ad "uovo" in modo da impedirne la falsificazione. Si riteneva inoltre che lo "0" apportasse confusione e venisse impiegato anche per mandare messaggi segreti e, poiché questo sistema di numerazione veniva chiamato "cifra", da tale denominazione deriva l'espressione "messaggio cifrato".
L'uso delle cifre arabe era in ogni caso già conosciuto da alcuni dotti dell'epoca. Il primo caso del quale si ha notizia è stato quello del monaco Gerberto (poi diventato papa dal 999 al 1003 col nome di Silvestro II): egli propose l'uso di questo sistema in alcuni conventi in cui si scrivevano opere scientifiche, ma il metodo rimase sconosciuto nel mondo esterno. Un esempio più tardo, dell'epoca di Fibonacci si trova nelle scritture notarili di Notar Raniero, perugino.
La prima edizione del Liber abbaci, del 1202, è andata persa, mentre la seconda edizione del 1228, che Fibonacci aveva preparato su richiesta del filosofo scozzese Michele Scoto, si è conservata in numerosi manoscritti ed è stata ristampata nel 1857 a Roma dalla Tipografia delle scienze matematiche e fisiche, in un'edizione curata da Baldassarre Boncompagni.